# Henryk Sienkiewicz

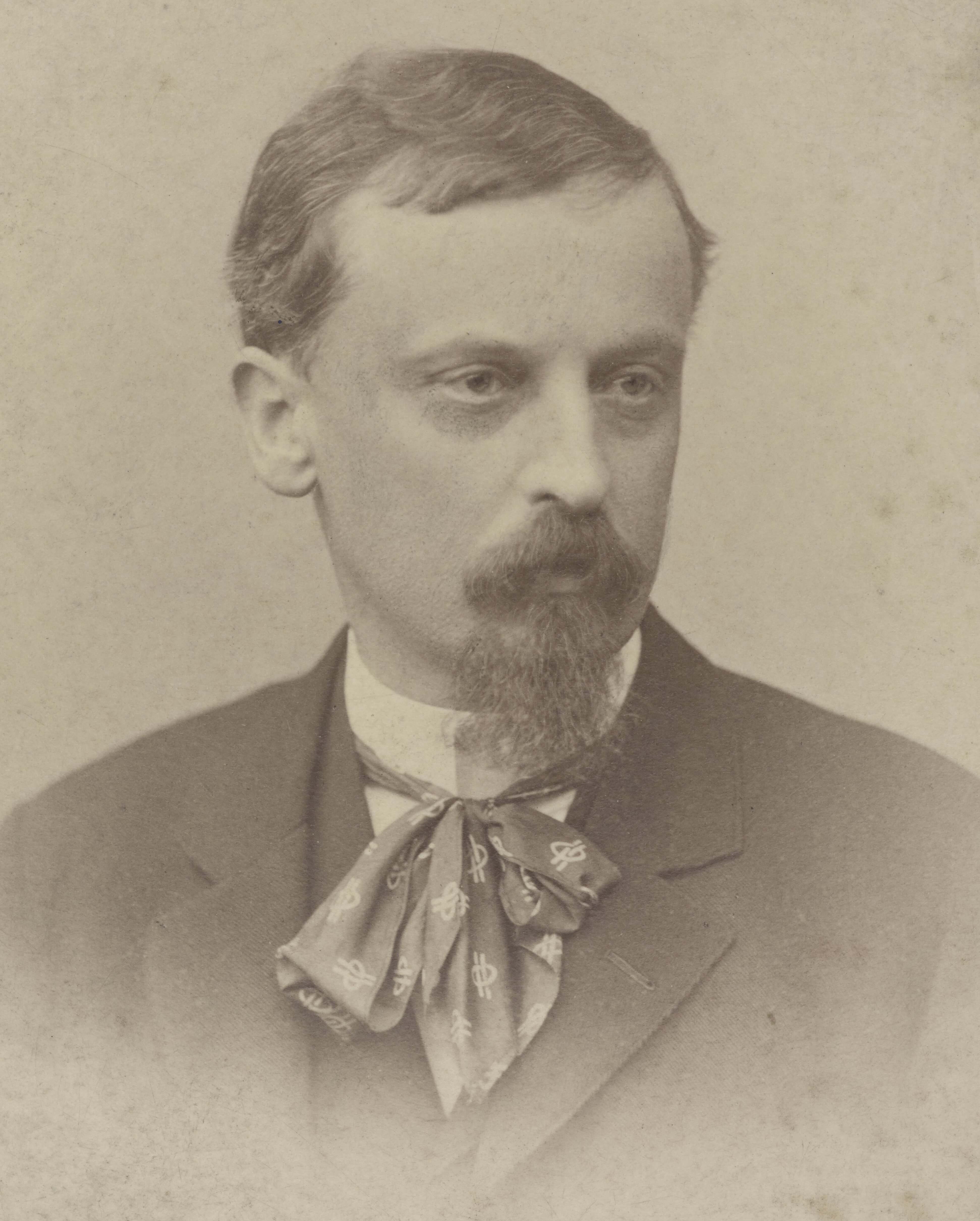
Henryk Sienkiewicz

Henryk Adam Aleksander Pius Sienkiewicz, född den 5 maj 1846 i Wola Okrzejska i Podlasie i Polen, död den 15 november 1916 i Vevey, Schweiz, var en polsk romanförfattare och nobelpristagare i litteratur (1905).

## Översikt
Sienkiewicz skrev främst starkt patriotiska historiska romaner med motiv från den polska historien. Texterna publicerades löpande i polsk dagspress, vilket gjorde att han fick stor spridning bland allmänheten och han anses idag vara en av Polens allra största prosaförfattare genom tiderna. Sienkiewicz verkade för att bevara den polska kulturen, fosterlandskärleken och nationella självförtroendet, trots att landet efter Polens delningar inte existerade och utsattes för russifierings- och förtyskningsaktioner.
Trilogin om 1600-talets Polen; Med eld och svärd (1884), Syndafloden (1886) och Den lille riddaren (Herr Wołodyjowski) (1888), hör till hans mest uppmärksammade verk, liksom Quo vadis (1895) om den tidiga kristna kyrkan i Rom – sistnämnda roman blev hans internationella genombrott. Krzyżacy (Korsriddarna) utspelar sig vid tiden för slaget vid Tannenberg/Grunwald (1410), som var en historisk vändpunkt och start för Polens storhetstid. W pustyni i w puszczy (I öknen och djungeln) är en äventyrsbok om två barn som blev bortrövade till Afrika.
Svenska Akademiens motivering för att han fick Nobelpriset var: "på grund av hans storartade förtjänster som episk författare".

## Biografi
Sienkiewicz inledde efter avslutat gymnasium på föräldrarnas önskan medicinstudier i Warszawa, men bytte snart till juridik, och därefter till studier av forn-polska. Från 1869 till 1876 arbetade han som journalist och publicerade sina första litterära verk. 1876 reste han tillsammans med den berömda polska aktrisen Helena Modrzejewska och några andra bekanta till USA, varifrån han sände sina reseskildringar till tidningar i hemlandet. 1878 återvände han till Europa, till London och Paris, där han kom i kontakt med den nya litterära strömningen, naturalismen. 1881 ingick han äktenskap med Maria Szetkiewicz(ówna). Paret fick två barn, men Maria avled redan 1885.
Från 1880 påbörjade Sienkiewicz arbetet med sin trilogi, vilken publicerades som en följetong i Warszawatidningen "Słowo" (Ordet), fortlöpande under arbetets gång. Berättelserna engagerade allmänheten och Sienkiewicz erhöll en mängd brev där folk försökte aktivt påverka handlingen. En beundrare skänkte 15 000 rubel till författaren, som i sin tur skapade en fond till sin hustrus minne för konstnärer drabbade av TBC. 1888 besökte Sienkiewicz Spanien och reste 1890 till Afrika. 1891 gifte han sig med Maria Romanowska, som var adopterad dotter till en rik industriman i Odessa. Romanowska lämnade dock Sienkiewicz inom kort, och äktenskapet förklarades som ofullbordat och upplöstes av påven.
Romanen Quo vadis publicerades 1895–1896 i avsnitt i tidningarna "Gazeta Polska" (i Warszawa), "Czas" (i Kraków) och "Dziennik Poznański" (i Poznań, det vill säga i alla tre delarna (en rysk, en österrikisk och en tysk) av det delade Polen. Den kom därefter ut i bokform och blev inom kort översatt till flera andra språk och fick stor popularitet, vilken står sig än idag. Romanen adapterades till olika teaterversioner, och den första filmversionen spelades in redan 1912.
Sienkiewicz fick 1900 i gåva från den polska allmänheten ett gods i Oblęgorek nära Kielce, där han startade en skola. Samma år utnämndes han till hedersdoktor vid Jagellonska universitetet i Kraków, och 1905 tilldelades han Nobelpriset i litteratur. 1904 gifte han sig med sin systerdotter, Maria Babska. När första världskriget bröt ut flyttade han till Schweiz där han tillsammans med Ignacy Jan Paderewski bildade en hjälporganisation för polska krigsoffer. Sienkiewicz dog i Vevey 15 november 1916 där han jordfästes. 1924 flyttades hans stoft till St. Johannes ärkekatedral i Warszawa.

### Samlade verk och urval
- Polacker : berättelser. Stockholm: Bonnier. 1901. Libris v8q15blhsfzwzptn. https://images.sub.su.se/images/6355/pdf/6355.pdf
- Konstnärshistorier och andra berättelser. Stockholm: Johnson. 1903. Libris 1728383